# Aeropuerto Internacional José María Córdova
El Aeropuerto Internacional José María Córdova (IATA: MDE, OACI: SKRG) es un aeropuerto colombiano ubicado en el municipio de Rionegro (Antioquia)  y que sirve a la ciudad de Medellín. Es el aeropuerto más importante de Antioquia y el segundo a nivel nacional después de El Dorado de Bogotá. Está ubicado a 2137 m s. n. m. y cuenta con una pista cuya capacidad es de 205 000 operaciones al año. El terminal de pasajeros tiene capacidad para recibir hasta 17 aeronaves con puentes de embarque, 10 nacionales y 7 internacionales, siendo las posiciones 7, 8, 9 y 10 mixtas para vuelos nacionales e internacionales. Cuenta también con un terminal de carga, el cual puede albergar hasta diez aviones. Es un importante foco para la exportación de flores y otros productos del oriente antioqueño y de la región. Cerca de esta terminal está la zona aduanera y los hangares de la aerolínea Avianca.
Lleva su nombre en honor al prócer antioqueño José María Córdova, que combatió durante las guerras de Independencia  y es considerado el general de división más importante de Antioquia debido a que sacrificó su vida luchando sus últimos años contra el deseo hegemónico de Simón Bolívar.

## Historia
En  1970 se vio la necesidad de un aeropuerto de mayor tamaño debido a la saturación y las limitaciones del Aeropuerto Olaya Herrera, en ese entonces único aeropuerto de la ciudad. Además, para evitar la difícil topografía del Valle de Aburrá y para que no estuviera dentro de la ciudad, se definieron dos sitios para la construcción del nuevo aeropuerto: uno en inmediaciones del municipio de Barbosa, y otro en el valle de San Nicolás en el Oriente antioqueño, en el municipio de Rionegro. Finalmente se tomó el sitio en Rionegro y su diseño fue realizado por las firmas CEI (Colombia) - DARCO - TAMS.
Fue inaugurado el 30 de junio de 1985 por el entonces presidente de la república Belisario Betancur y el entonces director de la Aerocivil, Juan Guillermo Penagos Estrada. En sus inicios, el aeropuerto absorbió casi en su totalidad el movimiento de carga y pasajeros del Olaya Herrera, pero hoy en día ambos aeropuertos mantienen operaciones tanto de carga como de pasajeros. El Olaya Herrera, sin embargo, tiene operaciones exclusivamente regionales y domésticas, mientras que el Aeropuerto José María Córdova opera rutas internacionales y troncales nacionales.
El aeropuerto está nombrado en homenaje al general militar de la independencia de Colombia, José María Córdova, conocido como el héroe de Ayacucho. En enero de 2006, el Airbus A380 realizó en el aeropuerto sus pruebas técnicas de motores.

## Actualidad y concesión

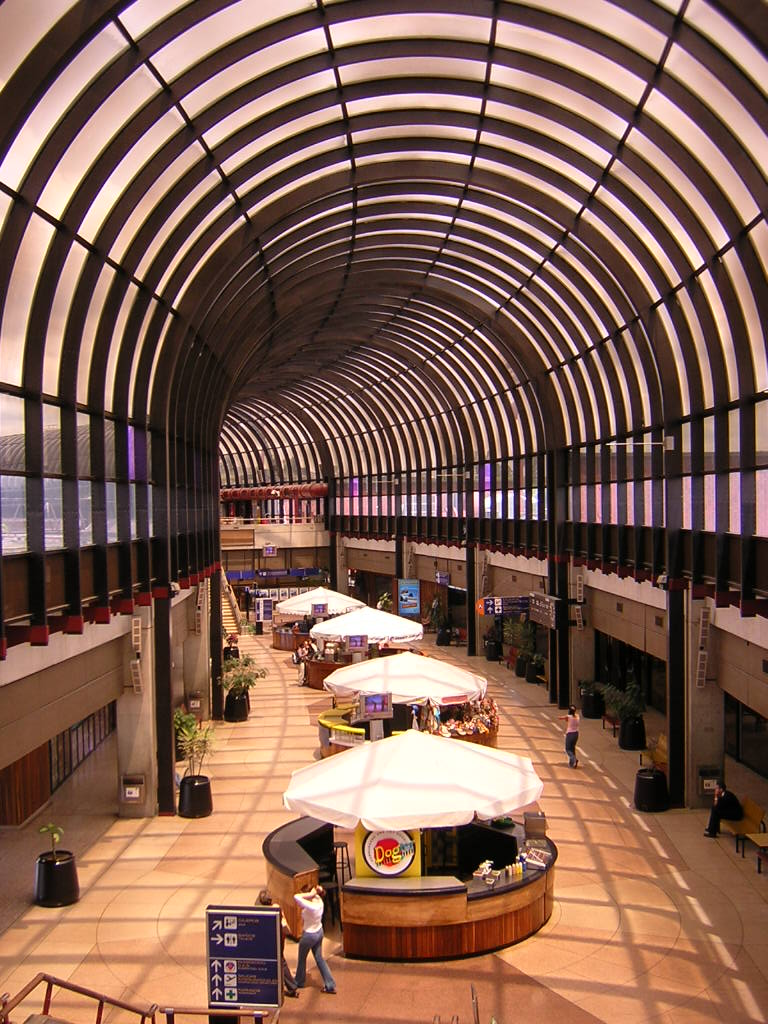
Aeropuerto Internacional José María Córdova.

El 3 de marzo de 2008 se eligió al ganador de la licitación para el manejo y administración del aeropuerto. La ganadora deberá invertir 200 millones de dólares en 25 años, más de 400 mil millones de pesos (a 2008). En los primeros cinco años se han de invertir 282.500 millones de pesos, de los cuales 137 mil millones serán en el José María Córdova y 52 mil millones en el Olaya Herrera.
En cuanto a carga se refiere, recientemente[¿cuándo?] se completó la ampliación del terminal de carga, con lo cual aerolíneas internacionales como Martinair, Centurion Air Cargo, ABSA y Florida West y nacionales como Avianca Cargo, LAS y Aerosucre han aumentado sus vuelos a este terminal; adicionalmente, la antigua aerolínea colombiana de carga Arkas que operaraba con aviones de tipo ATR 42-300F se estableció con vuelos a diferentes destinos en Colombia.
De acuerdo al Plan Operacional del Aeropuerto Internacional José María Córdova, en 2015 se procedió a realizar las acciones de modernización de éste. Se han implementado desde modernos sistema de información de salidas y llegadas de vuelos (más de 10 pantallas LCD alrededor del terminal en reemplazo de los antiguos tableros) hasta mejoramientos tecnológicos de ayudas de navegación e implementación de mejores prácticas ambientales.

### Modernizaciones
Desde 2008 se han llevado a cabo diferentes obras de infraestructura y adecuación del terminal de pasajeros como la ampliación del muelle nacional en 4.200 metros cuadrados, la instalación de 12 nuevos puentes de abordaje con separador de flujos, instalación de escaleras eléctricas, cambio del domo central de acrílico por policarbonato, ampliación de la plataforma de parqueo, entre otras. 
Dentro de las obras, también se realizó la modernización en los sistemas de seguridad, información de vuelos a través de pantallas digitales, comunicación con alta tecnología, llegada de pasajeros a salas de espera con oferta comercial, mejoramiento de los servicios de sanidad aeroportuaria, mejoramiento en los servicios de extinción de incendios y mejoramiento de los sistemas de manejo de equipaje.
Los objetivos del plan de modernización y expansión son garantizar la seguridad aérea y el confort de los pasajeros y sus acompañantes; y cumplir con los requerimientos de la OACI, la Aerocivil, y la IATA.
Por último, con la transformación del aeropuerto, se busca también contribuir a la competitividad del país mediante la generación de óptimos espacios que permitan la conectividad con otras ciudades del mundo, el desarrollo de nuevas áreas que sean atractivas para las aerolíneas, la creación de zonas que privilegien el encuentro de ciudadanos y el cumplimiento de nuevas políticas de calidad para que los pasajeros disfruten del mejor servicio al momento de viajar.
Como consecuencia del crecimiento en operaciones que ha registrado el aeropuerto, entre 2015 y 2017 se realizaron obras adicionales para mejorar la infraestructura del terminal. Entre estas se encuentran la ampliación del muelle nacional, la remodelación del terminal existente y la ampliación del muelle internacional. Además, se hicieron obras de adecuación del aeropuerto para la movilidad de los pasajeros, se amplió la plataforma de parque internacional, se instaló una barrera deflectora de JetBlast, se amplió la terminal de carga, se repavimentó la pista y se instalaron hidrantes de combustible en las nuevas posiciones de parqueo. En 2016 Rionegro recibió a 7 376 160 de pasajeros, mientras que en 2017 recibió a 6 892 104 de pasajeros según datos publicados por el Grupo Aeroportuario del Sureste.

### Uso militar
La pista es utilizada también por la aledaña base militar Comando Aéreo de Combate N°5 de la Fuerza Aérea Colombiana, donde arriban aeronaves militares y de la Policía Nacional. El aeropuerto cuenta con radio-ayudas de navegación aérea VOR, DME, e ILS, lo que permite mayor facilidad de operación para los pilotos y mayor seguridad al operar en condiciones del mal tiempo. El aeropuerto posee categoría OACI 4F.[cita requerida]

## Aerolíneas y destinos

Rutas internacionales del aeropuerto José María Córdova hasta el 11 de enero de 2025

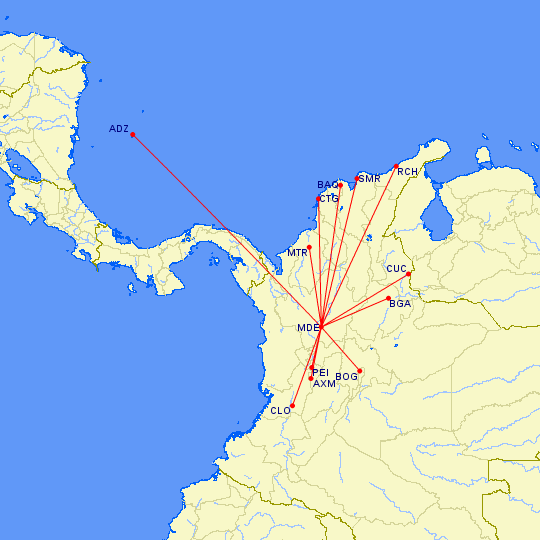
Rutas nacionales del aeropuerto José María Córdova hasta el 11 de enero de 2025

La siguiente es la lista de los destinos y de las aerolíneas operan desde el Aeropuerto Internacional José María Córdova, que sirve a la ciudad de Medellín.

### Pasajeros
Actualmente la operación está a cargo de 14 aerolíneas, ofreciendo conexión a xx destinos, 12 nacionales (4 aerolíneas) y 23 internacionales a 17 países (16 aerolíneas).
| Aerolíneas                       | Destinos | Alianza       |
| -------------------------------- | --- | ------------- |
| Aeroméxico (1 destino)           | Ciudad de México | SkyTeam       |
| Air Europa (1 destino)           | Madrid | SkyTeam       |
| American Airlines (1 destino)    | Miami | Oneworld      |
| Arajet (2 destinos)              | Punta Cana, Santo Domingo–Las Américas | N/A           |
| Avianca (24 destinos)            | Nacionales (11): Barranquilla, Bogotá, Bucaramanga, Cali, Cartagena, Cúcuta, Montería, Pereira, Riohacha, San Andrés Islas, Santa Marta Internacionales (13): Buenos Aires, Cancún, Ciudad de México, Fort Lauderdale, Guayaquil, Lima (Finaliza 30 de agosto del 2025), Madrid, Miami, Nueva York–JFK, Orlando, Punta Cana, Quito, San José (CR), San Juan | Star Alliance |
| Avianca El Salvador (2 destinos) | Ciudad de Panamá–Tocumen (Finaliza 31 de agosto del 2025), San Salvador | Star Alliance |
| Copa Airlines (1 destino)        | Ciudad de Panamá–Tocumen | Star Alliance |
| EZ Air (1 destino)               | Curazao | N/A           |
| JetBlue Airways (2 destinos)     | Fort Lauderdale, San Juan | N/A           |
| JetSMART Colombia (9 destinos)   | Barranquilla, Bogotá, Cali, Cartagena, Cúcuta, Monteria, Pereira, Punta Cana (Inicia 5 de diciembre del 2025),San Andrés Islas, Santa Marta | N/A           |
| JetSMART Perú (1 destino)        | Lima | N/A           |
| LATAM Colombia (7 destinos)      | Barranquilla, Bogotá, Cali, Cartagena, Monteria, Pereira, San Andrés Islas | N/A           |
| LATAM Perú (1 destino)           | Lima | N/A           |
| United Airlines (1 destino)      | Houston | Star Alliance |
| Spirit Airlines (2 destinos)     | Fort Lauderdale, Orlando | N/A           |
| Wingo (13 destinos)              | Nacionales (4): Barranquilla, Bogotá, Cartagena, Santa Marta Internacionales (8): Aruba, Cancún,Ciudad de Panamá–Balboa, Ciudad de Panamá–Tocumen, Curazao, Punta Cana, San José (CR), Santo Domingo–Las Américas | N/A           |

### Carga
| Aerolíneas             | Destinos |
| ---------------------- | --- |
| AeroUnion              | Miami |
| Amerijet International | Miami |
| Avianca Cargo          | Ámsterdam, Barranquilla, Bogotá, Cali, Lima, Miami, Quito, San José de Costa Rica, Santo Domingo–Las Américas |
| FedEx Express          | Bogotá, Miami, San Juan                                                                                       |
| LATAM Cargo Brasil     | Campinas–Viracopos, Manaus, Miami                                                                             |
| LATAM Cargo Chile      | Miami, Santiago de Chile                                                                                      |
| LATAM Cargo Colombia   | Miami |

Aerolíneas de carga adicionales que operan en Medellín
- Aerosucre
- LAS Cargo
- Searca
- Sky Léase Cargo

### Destinos nacionales
Se brinda servicio a 12 ciudades, dentro del país a cargo de 4 aerolíneas. 
| Colombia                         | Colombia                         | Aerolíneas | Aerolíneas | Aerolíneas | Aerolíneas | Aerolíneas | Aerolíneas |
| Ciudades                         | Nombre del aeropuerto            | Avianca    | LATAM      | JetSMART   | Wingo      | #          |            |
| -------------------------------- | -------------------------------- | ---------- | ---------- | ---------- | ---------- | ---------- | ---------- |
| Barranquilla                     | (BAQ) Ernesto Cortissoz          | ●          | ●          | ●          | ●          | 4          |            |
| Bogotá (BOG)                     | El Dorado                        | ●          | ●          | ●          | ●          | 3          |            |
| Bucaramanga                      | (BGA) Palonegro                  | ●          |            |            |            | 1          |            |
| Cali                             | (CLO) Alfonso Bonilla Aragón     | ●          | ●          | .●         |            | 3          |            |
| Cartagena                        | (CTG) Rafael Núñez               | ●          | ●          | ●          | ●          | 4          |            |
| Cúcuta                           | (CUC) Camilo Daza                | ●          |            | ●          |            | 2          |            |
| Montería                         | (MTR) Los Garzones               | ●          | ●          | ●          |            | 3          |            |
| Pereira                          | (PEI) Matecaña                   | ●          | ●          | ●          |            | 3          |            |
| Riohacha                         | (RCH) Almirante Padilla          | ●          |            |            |            | 1          |            |
| San Andrés Islas                 | (ADZ) Gustavo Rojas Pinilla      | ●          | ●          | ●          |            | 3          |            |
| Santa Marta                      | (SMR) Simón Bolívar              | ●          |            | ●          | ●          | 3          |            |
| Total: 12 destinos, 4 aerolíneas | Total: 12 destinos, 4 aerolíneas | 11         | 7          | 9          | 4          | -          |            |

### Destinos internacionales
Se ofrece servicio a 22 destinos internacionales a cargo de 16 aerolíneas.
| Ciudad                                          | Código y nombre del aeropuerto                        | Aerolíneas                                                                   | Aeronaves                        | Frecuencias semanales                        |
| Norteamérica                                    | Norteamérica                                          | Norteamérica                                                                 | Norteamérica                     | Norteamérica                                 |
| ----------------------------------------------- | ----------------------------------------------------- | ---------------------------------------------------------------------------- | -------------------------------- | -------------------------------------------- |
| Canadá (1 destino, 1 aerolínea)                 |                                                       |                                                                              |                                  |                                              |
| Toronto                                         | Aeropuerto Internacional Toronto Pearson              | Air Transat (Estacional) (vía CTG) (Inicia el 2 de noviembre de 2025)        | A21N                             | 2                                            |
| Estados Unidos (5 destinos, 5 aerolíneas)       |                                                       |                                                                              |                                  |                                              |
| Fort Lauderdale                                 | Aeropuerto Internacional de Fort Lauderdale-Hollywood | Avianca / JetBlue Airways / Spirit Airlines                                  | A320 / A320 / A320               | 28                                           |
| Houston                                         | Aeropuerto Intercontinental George Bush               | United Airlines                                                              | B38M                             | 14                                           |
| Miami                                           | Aeropuerto Internacional de Miami                     | American Airlines / Avianca                                                  | A319, B38M / A320, A20N          | 35                                           |
| Nueva York                                      | Aeropuerto Internacional John F. Kennedy              | Avianca                                                                      | A320, A20N                       | 11                                           |
| Orlando                                         | Aeropuerto Internacional de Orlando                   | Avianca / Spirit Airlines                                                    | A320, A20N / A20N                | 14                                           |
| México (2 destinos, 3 aerolíneas)               |                                                       |                                                                              |                                  |                                              |
| Cancún                                          | Aeropuerto Internacional de Cancún                    | Avianca / Wingo                                                              | A320, A20N / B738                | 18                                           |
| Ciudad de México                                | Aeropuerto Internacional de la Ciudad de México       | Aeroméxico / Avianca                                                         | B38M, B39M) / A320, A20N         | 21                                           |
| Centroamérica y El Caribe                       |                                                       |                                                                              |                                  |                                              |
| Aruba (1 destino, 1 aerolínea)                  |                                                       |                                                                              |                                  |                                              |
| Oranjestad                                      | Aeropuerto Internacional Reina Beatrix                | Wingo                                                                        | B738                             | 4                                            |
| Costa Rica (1 destino, 2 aerolíneas)            |                                                       |                                                                              |                                  |                                              |
| San José                                        | Aeropuerto Internacional Juan Santamaría              | Avianca / Wingo                                                              | A320 / B738                      | 9                                            |
| Curazao (1 destino, 2 aerolíneas)               |                                                       |                                                                              |                                  |                                              |
| Willemstad                                      | Aeropuerto Internacional Hato                         | EZ Air / Wingo                                                               | E140 / B738                      | 5                                            |
| El Salvador (1 destino, 1 aerolínea)            |                                                       |                                                                              |                                  |                                              |
| San Salvador                                    | Aeropuerto Internacional de El Salvador               | Avianca El Salvador                                                          | A320, A20N                       | 14                                           |
| · Panamá (2 destinos, 2 aerolíneas)             |                                                       |                                                                              |                                  |                                              |
| Ciudad de Panamá                                | Aeropuerto Internacional de Tocumen                   | Avianca El Salvador (Finaliza 31 de agosto del 2025) / Copa Airlines         | A320, A20N / B738, B38M, B39M    | 63                                           |
| Ciudad de Panamá                                | Aeropuerto Internacional Panamá Pacífico              | Wingo                                                                        | B738                             | 7                                            |
| Puerto Rico (1 destino, 2 aerolíneas)           |                                                       |                                                                              |                                  |                                              |
| San Juan                                        | Aeropuerto Internacional Luis Muñoz Marín             | Avianca / JetBlue Airways                                                    | A320 / A320                      | 14                                           |
| República Dominicana (2 destinos, 4 aerolíneas) |                                                       |                                                                              |                                  |                                              |
| Punta Cana                                      | Aeropuerto Internacional de Punta Cana                | Arajet / Avianca / JetSMART Colombia (Inicia 5 de diciembre del 2025), Wingo | B38M / A320 / A20N B738          | 18 (21 a partir del 5 de diciembre del 2025) |
| Santo Domingo                                   | Aeropuerto Internacional Las Américas                 | Arajet / Wingo                                                               | B38M / B738                      | 6                                            |
| Suramérica                                      |                                                       |                                                                              |                                  |                                              |
| Argentina (1 destino, 1 aerolínea)              |                                                       |                                                                              |                                  |                                              |
| Buenos Aires                                    | Aeropuerto Internacional Ministro Pistarini           | Avianca                                                                      | A320, A20N                       | 7                                            |
| Ecuador (2 destinos, 1 aerolínea)               |                                                       |                                                                              |                                  |                                              |
| Guayaquil                                       | Aeropuerto Internacional José Joaquín de Olmedo       | Avianca                                                                      | A320                             | 4                                            |
| Quito                                           | Aeropuerto Internacional Mariscal Sucre               | Avianca                                                                      | A320                             | 4                                            |
| Perú (1 destino, 3 aerolíneas)                  |                                                       |                                                                              |                                  |                                              |
| Lima                                            | Aeropuerto Internacional Jorge Chávez                 | Avianca (Finaliza 30 de agosto del 2025) / JetSMART Perú / LATAM Perú        | A320, A20N / A320N) / A320, A20N | 14                                           |
| Chile (1 destino, 1 aerolínea)                  |                                                       |                                                                              |                                  |                                              |
| Santiago de Chile                               | Aeropuerto Internacional Arturo Merino Benítez        | JetSMART Colombia (Inicia 1 de diciembre del 2025)                           | A20N                             | 5                                            |
| Europa                                          |                                                       |                                                                              |                                  |                                              |
| España (1 destino, 2 aerolíneas)                |                                                       |                                                                              |                                  |                                              |
| Madrid                                          | Aeropuerto Adolfo Suárez Madrid-Barajas               | Air Europa / Avianca                                                         | B788 / B788                      | 11                                           |
| Total: 22 destinos, 15 países, 16 aerolíneas    |                                                       |                                                                              |                                  |                                              |

## Estadísticas

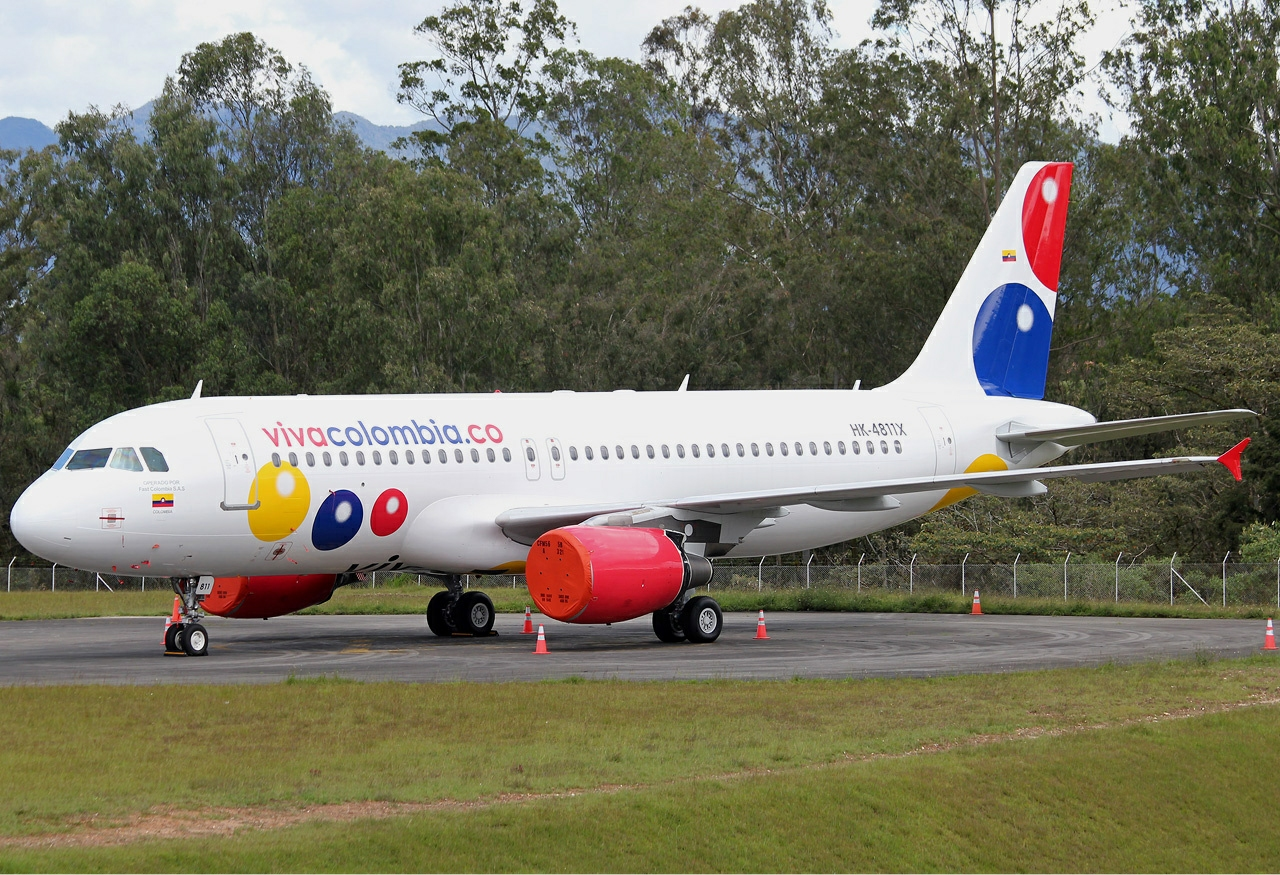
Airbus A320 de VivaColombia en la plataforma del Aeropuerto Internacional José María Córdova.

| Posición | Ciudad                     | Pasajeros | Aerolíneas                                                                    |
| -------- | -------------------------- | --------- | ----------------------------------------------------------------------------- |
| 1        | Bogotá D.C.                | 3.151.329 | Avianca, LATAM Colombia, Viva Air Colombia, Wingo, Ultra Air                  |
| 2        | Cartagena, Bolívar         | 955.438   | Avianca, LATAM Colombia, Viva Air Colombia, Ultra Air                         |
| 3        | Santa Marta, Magdalena     | 763.714   | Avianca, LATAM Colombia, Viva Air Colombia, Ultra Air                         |
| 4        | San Andrés                 | 670.265   | Avianca, LATAM Colombia, Viva Air Colombia                                    |
| 5        | Cali, Valle del Cauca      | 625.338   | Avianca, LATAM Colombia, Viva Air Colombia, Ultra Air (Próximamente)          |
| 6        | Barranquilla, Atlántico    | 406.153   | Avianca, LATAM Colombia, Viva Air Colombia                                    |
| 7        | Montería, Córdoba          | 324.978   | Avianca, EasyFly, LATAM Colombia, Viva Air Colombia, Ultra Air (Próximamente) |
| 8        | Cúcuta, Norte de Santander | 127.062   | LATAM Colombia, Viva Air Colombia                                             |
| 9        | Pereira, Risaralda         | 29.310    | EasyFly, LATAM Colombia, Viva Air Colombia                                    |
| 10       | Apartadó, Antioquía        | 7.244     | EasyFly                                                                       |

| Posición | Ciudad                          | Pasajeros | % Cambio | Aerolíneas                                               |
| -------- | ------------------------------- | --------- | -------- | -------------------------------------------------------- |
| 1        | Panamá, Panamá                  | 544.129   | 6,00%    | Copa Airlines, Copa Airlines Colombia, Wingo, Air Panama |
| 2        | Miami, Estados Unidos           | 308.104   | 2,15%    | American Airlines, Avianca, Viva Colombia                |
| 3        | Fort Lauderdale, Estados Unidos | 190.421   | 12,89%   | JetBlue Airways, Spirit Airlines                         |
| 4        | Madrid, España                  | 144.233   | 23,48%   | Avianca, Iberia, Air Europa                              |
| 5        | Ciudad de México, México        | 94.526    | 25,30%   | Aeromexico, Interjet                                     |
| 6        | Lima, Perú                      | 94.124    | 93,25%   | Avianca Perú, LATAM Perú, Viva Air                       |
| 7        | Nueva York, Estados Unidos      | 80.144    | 43,37%   | Avianca                                                  |
| 8        | Caracas, Venezuela              | 45.008    |          | Avior Airlines                                           |
| 9        | Porlamar, Venezuela             | 14.858    | 969,69%  | Avior Airlines                                           |
| 10       | Orlando, Estados Unidos         | 4.241     |          | Spirit Airlines                                          |

## Aerolíneas que cesaron operación
Viva Air Colombia Cesó operaciones el 27 de febrero de 2023 Por problemas económicos.

### Aerolíneas extintas
| Destino                            | Aeropuerto                                          | Aeronaves                             | Notación         |
| ---------------------------------- | --------------------------------------------------- | ------------------------------------- | ---------------- |
| Air Comet                          |                                                     |                                       |                  |
| Madrid                             | Aeropuerto de Barajas                               | A332, A310, A343                      |                  |
| ACES Colombia                      |                                                     |                                       |                  |
| Bogotá                             | Aeropuerto Internacional El Dorado                  | ATR-42, A320, B727                    |                  |
| Cali                               | Aeropuerto Internacional Alfonso Bonilla Aragón     | ATR-42, A320, B727                    |                  |
| Cartagena de Indias                | Aeropuerto Internacional Rafael Núñez               | A320, B727                            |                  |
| Barranquilla                       | Aeropuerto Internacional Ernesto Cortissoz          | A320, B727                            |                  |
| Miami, Estados Unidos              | Aeropuerto Internacional de Miami                   | A320, B727                            |                  |
| Quito                              | Aeropuerto Internacional Mariscal Sucre             | A320, B727                            |                  |
| San Andrés Isla                    | Aeropuerto Internacional Gustavo Rojas Pinilla      | A320, B727                            |                  |
| Santa Marta                        | Aeropuerto Internacional Simón Bolívar              | A320, B727                            |                  |
| Bogotá                             | Aeropuerto Internacional El Dorado                  | A320, B727                            |                  |
| Oranjestad, Aruba                  | Aeropuerto Internacional Reina Beatriz              | A320, B727                            |                  |
| Avensa                             |                                                     |                                       |                  |
| Caracas, Venezuela                 | Aeropuerto Internacional de Maiquetía Simón Bolívar | B727                                  |                  |
| Eastern Airlines                   |                                                     |                                       |                  |
| Miami, Estados Unidos              | Aeropuerto Internacional de Miami                   | B757, DC-8, B727, L'1011, A300, DC-10 |                  |
| Ecuatoriana de Aviación            |                                                     |                                       |                  |
| Quito, Ecuador                     | Aeropuerto Internacional Mariscal Sucre             | B727, B720, B707                      |                  |
| Intercontinental de Aviación       |                                                     |                                       |                  |
| Bogotá                             | Aeropuerto Internacional El Dorado                  | DC-9, MD-80                           |                  |
| Cali                               | Aeropuerto Internacional Alfonso Bonilla Aragón     | DC-9, MD-80                           |                  |
| Valledupar                         | Aeropuerto Alfonso López Pumarejo                   | DC-9, MD-80                           |                  |
| Isleña de Aviación                 |                                                     |                                       |                  |
| San Andrés Isla                    | Aeropuerto Internacional Gustavo Rojas Pinilla      | B727                                  |                  |
| Pan Am                             |                                                     |                                       |                  |
| Miami, Estados Unidos              | Aeropuerto Internacional de Miami                   | B707, B727, B747, DC-8, DC-10         |                  |
| Nueva York, Estados Unidos         | Aeropuerto Internacional John F. Kennedy            | B707, B727, B747, DC-8, DC-10         |                  |
| Saeta                              |                                                     |                                       |                  |
| Guayaquil, Ecuador                 | Aeropuerto Internacional José Joaquín de Olmedo     | B727                                  |                  |
| Quito, Ecuador                     | Aeropuerto Internacional Mariscal Sucre             | B727                                  |                  |
| SAM                                |                                                     |                                       |                  |
| Bogotá                             | Aeropuerto Internacional El Dorado                  | BAe 146, MD-80                        |                  |
| Cali                               | Aeropuerto Internacional Alfonso Bonilla Aragón     | BAe 146                               |                  |
| Cartagena de Indias                | Aeropuerto Internacional Rafael Núñez               | BAe 146                               |                  |
| Panamá, Panamá                     | Aeropuerto Internacional Tocumen                    | BAe 146                               |                  |
| Barranquilla                       | Aeropuerto Internacional Ernesto Cortissoz          | BAe 146                               |                  |
| San Andrés Isla                    | Aeropuerto Internacional Gustavo Rojas Pinilla      | BAe 146                               |                  |
| Santa Marta                        | Aeropuerto Internacional Simón Bolívar              | BAe 146                               |                  |
| Servivensa                         |                                                     |                                       |                  |
| Caracas, Venezuela                 | Aeropuerto Internacional de Maiquetía Simón Bolívar | B727, B732                            |                  |
| San Antonio de Táchira, Venezuela  | Aeropuerto Internacional Juan Vicente Gómez         | B727, B732                            |                  |
| Viasa (aerolínea)                  |                                                     |                                       |                  |
| Caracas, Venezuela                 | Aeropuerto Internacional de Maiquetía Simón Bolívar | B727, MD-82                           |                  |
| West Caribbean Airways             |                                                     |                                       |                  |
| Barranquilla                       | Aeropuerto Internacional Ernesto Cortissoz          | MD-80                                 |                  |
| Bogotá                             | Aeropuerto Internacional El Dorado                  | ATR-42, L-410, MD-80                  |                  |
| Cali                               | Aeropuerto Internacional Alfonso Bonilla Aragón     | ATR-42, L-410, MD-80                  |                  |
| Panamá, Panamá                     | Aeropuerto Internacional Tocumen                    | ATR-42, MD-80                         |                  |
| Oranjestad, Aruba                  | Aeropuerto Internacional Reina Beatriz              | ATR-42, MD-80                         |                  |
| San Andrés Isla                    | Aeropuerto Internacional Gustavo Rojas Pinilla      | MD-80                                 |                  |
| San José de Costa Rica, Costa Rica | Aeropuerto Internacional Juan Santamaría            | MD-80                                 |                  |
| Valledupar                         | Aeropuerto Alfonso López Pumarejo                   | ATR-42, MD-80                         |                  |
| Willemstad, Curazao                | Aeropuerto Internacional Hato                       | ATR-42, MD-80                         |                  |
| Porlamar, Venezuela                | Aeropuerto Internacional del Caribe Santiago Mariño | MD-80                                 |                  |
| Fort de France, Martinica          | Aeropuerto Internacional de Martinica Aimé Césaire  | MD-80                                 | Servicio chárter |
| Zuliana de Aviación                |                                                     |                                       |                  |
| Maracaibo, Venezuela               | Aeropuerto Internacional de La Chinita              | B727, DC-9                            |                  |
| Insel Air                          |                                                     |                                       |                  |
| Willemstad                         | Aeropuerto Internacional Hato                       | MD-82                                 |                  |
| Insel Air Aruba                    |                                                     |                                       |                  |
| Oranjestad                         | Aeropuerto Internacional Reina Beatriz              | F70                                   |                  |

### Aerolíneas operativas
| Destino                    | Aeropuerto                                      | Aeronaves | Notación                           |
| -------------------------- | ----------------------------------------------- | --------- | ---------------------------------- |
| Air Panama                 |                                                 |           |                                    |
| Ciudad de Panamá           | Aeropuerto Internacional Marcos A. Gelabert     | F100      | Abandonó en mayo de 2019.          |
| American Airlines          |                                                 |           |                                    |
| Nueva York                 | Aeropuerto Internacional John F. Kennedy        | B737      | Abandonó el 3 de noviembre de 2022 |
| Arajet                     |                                                 |           |                                    |
| Santiago de los Caballeros | Aeropuerto Internacional del Cibao              | B7M8      | Abandonó febrero de 2025.          |
| Delta Airlines             |                                                 |           |                                    |
| Atlanta                    | Aeropuerto Internacional Hartsfield Jackson     | B737      | Abandonó destino en enero de 2016. |
| Viva                       |                                                 |           |                                    |
| Cancún                     | Aeropuerto Internacional de Cancún              | A321      | Abandonó el 9 de junio de 2022     |
| Ciudad de México           | Aeropuerto Internacional de la Ciudad de México | A321      | Abandonó el 9 de junio de 2022     |
| Sky High Aviation Services |                                                 |           |                                    |
| Santo Domingo              | Aeropuerto Internacional Las Américas           | ERJ145    |                                    |
| Venezolana                 |                                                 |           |                                    |
| Maracaibo                  | Aeropuerto Internacional de La Chinita          | MD-82     |                                    |

## Accidentes
- El 21 de diciembre de 1996, un Antonov 32B de matrícula HK-4008X de la aerolínea Selva colisionó cuando se encontraba en aproximación final a la pista 36 del aeropuerto. La aeronave despegó de Bogotá para su habitual vuelo de carga al aeropuerto con 6 toneladas de periódicos y otros artículos. En la fase de aproximación, el avión se desvió cuatro kilómetros a la izquierda de la senda de planeo, luego giró bruscamente a la derecha, para finalmente accidentarse a más de cinco kilómetros de la cabecera sur del aeropuerto. En accidente murieron los cuatro ocupantes de la aeronave.

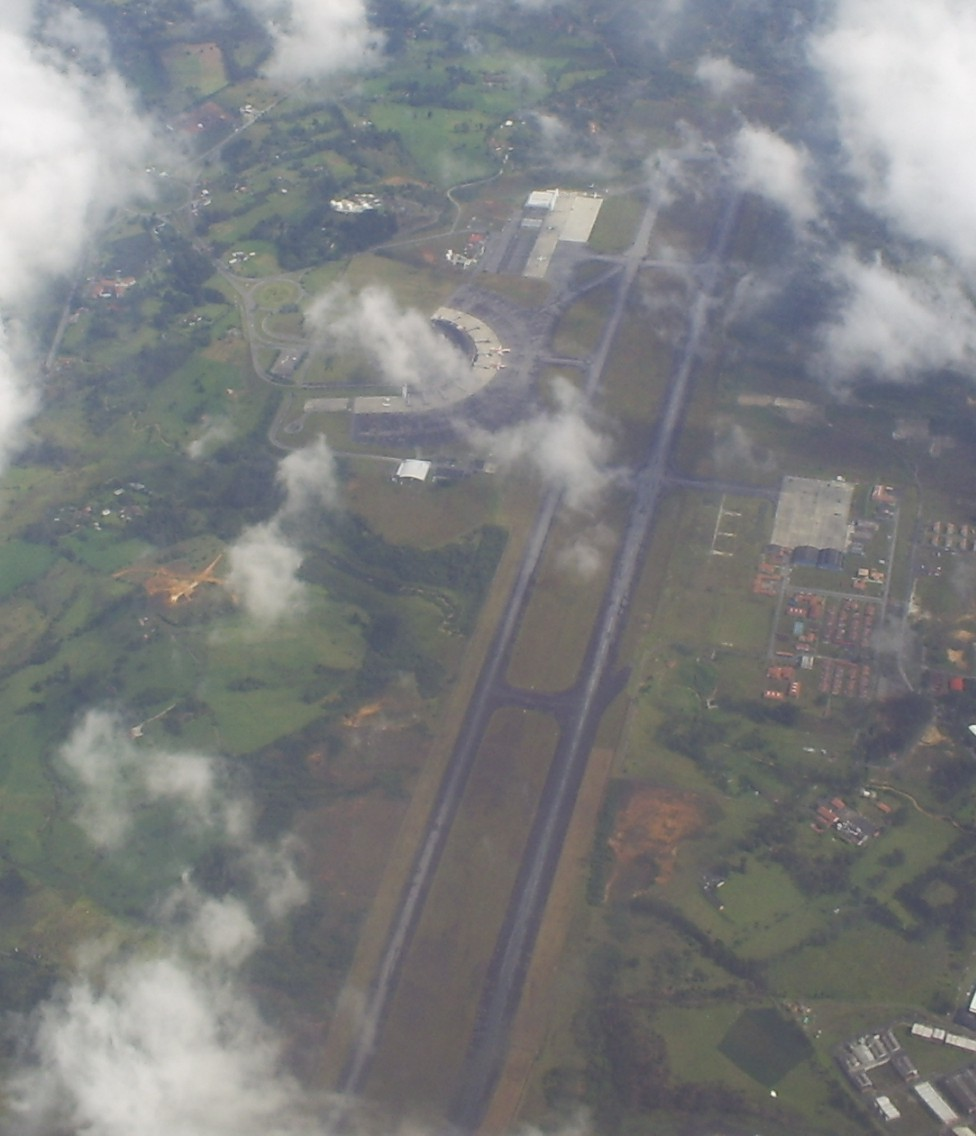
Pista del aeropuerto 1 y 19

- Pista del aeropuerto 1 y 19En diciembre de 1998, un tipo Antonov 32B de matrícula HK-3930X de la aerolínea Selva colisionó cuando se encontraba en aproximación final a la pista 36 del aeropuerto. La aeronave había despegado de Bogotá para un vuelo de carga hacia el aeropuerto de Rionegro. El accidente ocurrió en la madrugada y las condiciones climáticas eran muy malas por la densa niebla que se presentaba en la zona. En el accidente murieron los cinco ocupantes de la aeronave.
- El 15 de octubre de 2004, un Douglas DC-3 de Aerovanguardia chocó con unos cables de energía para posteriormente accidentarse en una zona boscosa del corregimiento de Santa Elena al noroccidente del aeropuerto. La aeronave, de matrícula HK-1503, había partido de Villavicencio a las 6:30 de la mañana para un vuelo de carga hacia el aeropuerto. A las 7:30 el control de tráfico aéreo le informó a los pilotos que el aeropuerto se encontraba cerrado debido a la poca visibilidad causada por niebla. El piloto decidió dirigir la aeronave al aeropuerto alterno, el Aeropuerto Olaya Herrera, pero la aeronave colisionó durante el descenso al mismo. En el accidente murieron los tres ocupantes de la aeronave.
- El 7 de junio de 2006, un Boeing 747-200F de la aerolínea norteamericana Tradewings Cargo se salió de la pista luego de que el piloto abortara el despegue debido a una falla en los motores. En el momento del despegue se presentaba mal tiempo sobre el área del aeropuerto. El avión, de matrícula N922FT, quedó enterrado en la zona de seguridad de la cabecera norte por lo cual la pista debió ser cerrada, lo que generó retrasos y cancelaciones en la mayoría de los vuelos. Los tres ocupantes resultaron ilesos.[9]
- El 3 de enero de 2009, el vuelo 924 de la aerolínea American Airlines, un Boeing 737-800 que había despegado del aeropuerto hacia las diez de la mañana, tuvo que realizar un aterrizaje de emergencia debido a que presentó fuego en uno de sus dos motores. En el momento de aterrizar el piloto se vio obligado a usar los frenos al máximo debido a que el avión perdió el 50 por ciento de sus motores; al tocar la pista el sistema de frenos se recalentó y uno de sus neumáticos explotó.[10] Las operaciones del aeropuerto estuvieron cerradas durante cuatro horas. El avión transportaba 148 pasajeros los cuales resultaron ilesos en la emergencia.[10]
- El 28 de noviembre de 2016, una RJ85 de matrícula CP-2933 de la aerolínea Lamia se accidentó durante el descenso final a la pista del aeropuerto luego de declarar una emergencia. El Vuelo 2933 de LaMia venía procedente del Aeropuerto Internacional Viru Viru en Santa Cruz (Bolivia), en vuelo chárter programado desde la zona de Chapecó en Brasil con 77 personas a bordo de los cuales 47 eran integrantes y directivos del club de fútbol brasileño Chapecoense, junto a 21 periodistas y 9 tripulantes.[11] La torre de control perdió el contacto con la aeronave hacia las 9:30 p. m. hora local, para confirmar el suceso a las 10:30 p. m. hora local, con un saldo de 71 muertos, 7 heridos rescatados aunque uno falleció cuando estaba recibiendo atención médica. El informe final de Aeronáutica Civil de Colombia dado a conocer el 27 de abril de 2018, concluyó que el avión se estrelló debido a que el piloto tomó la decisión de no recargar combustible en el Aeropuerto El Dorado,[12][13] además de otras irregularidades.[14]
- El de 21 de enero del 2018 un DC8-73F matriculado OB-2059P de Sky Bus SAC realizó peligrosamente el procedimiento de despegue estando muy próximo a salirse de la cabecera de la pista 19.[15]
- El 16 de octubre del 2021 el vuelo 7436 de la aerolínea Wingo con destino a Punta Cana operado por un Boeing 737-800 matriculado HP-1523 tuvo que aterrizar de emergencia debido a que el motor izquierdo empezó a echar chispas, todos los 167 ocupantes salieron ilesos. No obstante la aerolínea dijo que el fallo pudo causarse por la succión de pájaros o un fallo interno del motor.
- El 29 de marzo del 2022 el vuelo LA4292 de la aerolínea LATAM con destino a Cartagena operado por un Airbus A320-214 con la matrícula CC-BAS tuvo que volver al aeropuerto luego de presentar fallas en el tren de aterrizaje delantero el cual fue gravemente dañado al momento de aterrizar ya que las ruedas se encontraban de costado; el evento llevó al cierre del aeródromo por el resto del día. No se reportó personas heridas.